# Don't Worry Baby
Don't Worry Baby é uma canção escrita por Brian Wilson e Roger Christian, produzida por Wilson e gravada pela Primeira vez pela banda americana de rock The Beach Boys. A versão da banda, uma balada delicada com o vocal em falsete de Wilson, foi lançada em 1964 no álbum "Shut Down Volume 2". A canção também foi lançada como o lado B de "I Get Around", primeira canção dos Beach Boys a atingir o número 1 nas baladas americanas. "Don't Worry Baby" acabou, ela própria, alcançando também o número 24 na Billboard Hot 100.
A música "Don't Worry Baby" faz parte da lista do Rock and Roll Hall of Fame de "500 músicas moldaram o Rock and Roll". "Don't Worry Baby" também é classificada como a 178ª melhor canção de todos os tempos pela revista Rolling Stone em sua lista de 500 melhores canções de todos os tempos. Além disso, Don't Worry Baby" é a 14ª colocada na lista da Pitchfork Media de "200 Melhores Canções da década de 1960".

## Gravação e produção
A gravação ocorreu no dia 7 de janeiro de 1964 no estúdio 3 da "United Western Recorders" em Hollywood. Segundo Brian Wilson, a canção foi sua tentativa de capturar a essência de sua canção favorita, "Be My Baby", das Ronettes. Wilson estima ter ouvido "Be My Baby" "mais de 1.000 vezes".

### Pessoal
The Beach Boys
- Al Jardine – harmonia and vocais de apoio, baixo
- Mike Love – harmonia and vocais de apoio
- Brian Wilson – primeira voz, harmonia and vocais de apoio; piano
- Carl Wilson – harmonia and vocais de apoio, guitarra elétrica
- Dennis Wilson – harmonia and vocais de apoio, bateria

Músicos adicionais e time de produção
- Brian Wilson – produtor
- Chuck Britz – engenheiro de som